# Медина, Джон
Джон Медина (англ. John Medina) — молекулярный биолог-эволюционист, занимающийся изучением генов, участвующих в развитии мозга.
Трижды признавался лучшим преподавателем в различных университетах США.
Директор Центра изучения мозга при Тихоокеанском университете Сиэтла (Seattle Pacific University), руководитель отделения биоинженерии медицинской школы при Университете штата Вашингтон (Washington State University).
Занимался частным консультированием, диагностикой проблем психического здоровья работников бизнес-сектора и государственных исследовательских учреждений.

## Книги
- «Brain Rules for Baby: How to Raise a Smart and Happy Child from Zero to Five». Pear Press (October 12, 2010). ISBN 978-0979777752
- «Brain Rules: 12 Principles for Surviving and Thriving at Work, Home, and School». Seattle, WA: Pear Press, 2008. ISBN 978-0979777707
- «The Outer Limits of Life». Nashville: Oliver-Nelson, 1991. ISBN 978-0840791146
- «Depression: How it happens, How it’s healed» ISBN 978-1572241008
- «What You Need to Know About alzheimer’s». Oakland, CA: New Harbinger Publications, 1999. ISBN 978-1572241275
- «The Clock of Ages: Why We Age, How We Age, Winding Back the Clock». Cambridge: Cambridge University Press, 1996. ISBN 978-0521462440
- «The Genetic Inferno: Inside the Seven Deadly Sins»
- «Uncovering the Mystery of AIDS»
- «Of Serotonin, Dopamine and Antipsychotic Medications»